# Viktor Litschauer
Viktor Litschauer (ur. 1879,  zm. 27 grudnia 1939 w Innsbrucku) – austriacki mykolog. 
W latach 1899–1903 studiował na Politechnice Wiedeńskiej, gdzie był uczniem i asystentem Franza Xavera Rudolfa von Höhnela. Przez kilka lat był wykładowcą w wiedeńskim Gewerbemuseum, a następnie w latach 1908–1936 był profesorem historii naturalnej w Innsbruck Handelsakademie.
W naukowych nazwach opisanych przez niego taksonów dodawany jest skrót jego nazwisko Litsch. Jego nazwiskiem nazwano rodzaje grzybów Litschauerella (Oberw. i Litschaueria.

## Wybrane publikacje
- Höhnel, F.X.R. von; Litschauer, V. (1906). Revision der Corticieen in Dr J. Schröter’s ‘Pilze Schlesiens’ nach seinen Herbarexemplaren. Annales Mycologici 4 (3): 288-294.
- Höhnel, F.X.R. von; Litschauer, V. (1906). Beiträge zur Kenntnis der Corticeen. Sitzungsberichte der Kaiserlichen Akademie der Wissenschaften in Wien Mathematisch-Naturwissenschaftliche Classe, Abt. 1 115 (1): 1549-1620 [reprint pages 1-72], 10 figs.
- Höhnel, F.X.R. von; Litschauer, V. (1907). Beiträge zur Kenntnis der Corticeen (II. Mitteilung). Sitzungsberichte der Kaiserlichen Akademie der Wissenschaften in Wien Mathematisch-Naturwissenschaftliche Classe, Abt. 1 116 (1): 739-852 [reprint pages 1-114] 20 figs, 4 plates.
- Höhnel, F.X.R. von; Litschauer, V. (1908). Beiträge zur Kenntnis der Corticeen (III Mitteilung). Sitzungsberichte der Kaiserlichen Akademie der Wissenschaften in Wien Mathematisch-Naturwissenschaftliche Classe, Abt. 1 117: 1081-1124 [reprint pages 1-44], 10 figs.
- Litschauer, V. (1930). Über Stereum ambiquum Peck und Stereum sulcatum Burt. zwei neue Bürger der Hymenomycetenflora Europas. Archiv für Protistenkunde 72: 302-310, 1 fig., tab. 19.
- Litschauer, V. (1927). Über Corticium microsporum Karsten, sensu Bourdot et Galzin. Mitteil. Botan. Institut der Technischen Hochschule in Wien 4: 86-94, tab. 1
- Litschauer, V. (1926). Über eine neue Aleurodiscus-Art. Österreichische Botanische Zeitschrift 75: 47-49, 1 fig.
- Litschauer, V. (1928). Neue Corticieen aus Österreich. Österreichische Botanische Zeitschrift 77 (2): 121-134[3]